# Loyola University Maryland
La Loyola University Maryland è un'università privata di indirizzo cattolico con sede a Baltimora, nello stato americano del Maryland.
Il Loyola College  fu fondato nel 1852 dal gesuita John Early insieme ad altri otto suoi confratelli della compagnia di Gesù. Gli fu dato il nome del fondatore dell'ordine, sant'Ignazio di Loyola. Inizialmente i corsi erano riservati agli studenti di sesso maschile, ma nel 1971 si iniziarono ad ammettere anche studentesse. Fu elevato al rango di university il 25 marzo 2009.